# Flying Saucer (astronomie)
Pour les articles homonymes, voir Flying Saucers.
L'objet Flying Saucer (littéralement « Soucoupe Volante » en français, en raison de sa forme rappelant la célèbre classe d'objet volant non identifié) est une jeune étoile située dans le nuage de Rho Ophiuchi à ∼ 400 a.l. (∼ 123 pc) de la Terre. Cette étoile, de la constellation du Scorpion, a été découverte en septembre 1997 par Elizabeth Lada avec le télescope de 1,3 mètre de l'observatoire national de Kitt Peak. Elle est un objet très intéressant puisqu'elle est entourée d'une structure qui s'apparente à un disque protoplanétaire dont la forme est très singulière avec le célèbre Hamburger de Gomez. Comme le disque de Gomez, le disque de notre objet possède également une bande de poussière qui masque la luminosité de l'étoile hôte sur une partie, qui lui a valu son nom en raison de l'apparence résultante.

## Nom
Le nom atypique de « Soucoupe Volante » (traduit de l'anglais Flying Saucer) lui a été donné pour la première fois dans un article publié en novembre 2002, dans lequel est décrite une observation de l'étoile et de son disque par le New Technology Telescope et le Très Grand Télescope de l'Observatoire Européen Austral. Depuis, ce nom est couramment utilisé pour désigner l'objet. L'objet est également désigné sous son nom de découverte, BKLT J162813-243139, et il est souvent référencé par sa désignation, 2MASSI J1628137-243139, dans le second catalogue fait à partir des données proches infrarouges du Two-Micron All-Sky Survey.

## Déficit de température
Les astronomes ont utilisé le réseau de radiotélescopes du Chili ALMA et le télescope de 30-mètres de l'IRAM pour effectuer la première mesure directe de la température des grains de poussière dans les parties extérieures d'un disque de formation de planète autour de l'étoile de la Soucoupe. En appliquant une nouvelle technique, ils constatent que les grains sont beaucoup plus froids que prévu, avec une température proche de 7 K. Ce résultat surprenant suggère que les modèles de ces disques pourraient devoir être révisés. L'équipe internationale, dirigée par Stéphane Guilloteau du Laboratoire d'Astrophysique de Bordeaux, en France, a mesuré la température de gros grains de poussière autour de 2MASSI J16281370-2431391 dans la région de formation d'étoiles du nuage de Rho Ophiuchi. Cette étoile est entourée d'un disque de gaz et de poussière - ces disques sont appelés disques protoplanétaires car ils constituent les premières étapes de la création des systèmes planétaires. Ce disque particulier est vu presque par la tranche, et son apparition dans les images en lumière visible lui a valu d'être surnommé la « Soucoupe Volante ».
Les astronomes ont utilisé l'Atacama Large Millimeter/submillimeter Array pour observer la lueur provenant des molécules de monoxyde de carbone dans le disque 2MASS J16281370-2431391. Ils ont pu créer des images très nettes et ont trouvé quelque chose d'étrange, dans certains cas, ils ont vu un signal négatif. Normalement, un signal négatif est physiquement impossible, mais dans ce cas, il y a une explication, qui conduit à une conclusion surprenante. Ce disque n'est pas observé sur un ciel nocturne noir et vide. Au lieu de cela, on l'observe comme une silhouette devant la nébuleuse Rho Ophiuchi. La luminosité du nuage diffus est trop étendue pour être détectée par ALMA, mais le disque l'absorbe. Le signal négatif qui en résulte signifie que certaines parties du disque sont plus froides que l'arrière-plan, signifiant que la Terre est littéralement dans l'ombre créée par l'absorption de la lumière par le disque de la soucoupe volante.
L'équipe a combiné les mesures ALMA du disque avec des observations de la luminosité de fond faites avec le télescope IRAM de 30 mètres pour dériver une température de grain de poussière de disque de seulement 7 K à une distance d'environ 15 milliards de kilomètres de l'étoile centrale. Il s'agit de la première mesure directe de la température de gros grains (d'une taille d'environ un millimètre) dans de tels objets. Cette température est bien inférieure aux 15 à 20 K que prédisent la plupart des modèles actuels de compréhension de la structure de ces disques. Pour résoudre l'écart, les gros grains de poussière doivent avoir des propriétés différentes de celles actuellement supposées, pour leur permettre de se refroidir à des températures aussi basses.
Pour déterminer l'impact de cette découverte sur la structure du disque, il faut trouver quelles propriétés plausibles de la poussière, pouvant entraîner des températures aussi basses. Il existe plusieurs hypothèses quant à cette température, notamment que la température peut dépendre de la taille des grains, les plus gros grains étant plus froids que les plus petits. Mais des mesures plus précises sont nécessaires pour confirmer la différence de température.
S'il s'avère que ces basses températures de poussière sont une caractéristique normale des disques protoplanétaires, cela peut avoir de nombreuses conséquences pour comprendre comment ils se forment et évoluent. Différentes propriétés de la poussière affecteront ce qui se passe lorsque ces particules entrent en collision, et donc leur rôle dans la fourniture des germes pour la formation des exoplanètes. Il n'est pas encore possible d'évaluer si le changement requis dans les propriétés de la poussière est significatif ou non à cet égard.
Les basses températures de la poussière peuvent également avoir un impact majeur sur les petits disques poussiéreux connus. Si ces disques sont composés de grains pour la plupart plus gros, mais plus froids qu'on ne le suppose actuellement, cela signifierait que ces disques compacts peuvent être arbitrairement massifs, et pourraient donc encore former des planètes géantes relativement proches de l'étoile centrale. D'autres observations sont nécessaires, mais il semble que la poussière plus froide trouvée par ALMA puisse avoir des conséquences importantes pour la compréhension des disques protoplanétaires.

## Forme atypique

Position de la Soucoupe Volante dans le nuage de Rho Ophiuchi.

La forme du disque de la soucoupe est assez similaire à la forme de la nébuleuse de HV Tauri C, notamment sur les images du télescope spatial Hubble. Dans de tels cas, le disque est si dense que la lumière des étoiles hôte de ces derniers ne peut pas pénétrer celui-ci et la forme résultante n'apparaît que comme une voie d'absorption centrale flanquée de lumière réfléchie sur ses surfaces supérieure et inférieure, comme observée avec le Hamburger de Gomez et la Soucoupe. Des données infrarouge ont permis d'identifier deux disques, le premier n'étant pas lié à la Soucoupe et le deuxième créant la forme atypique de l'objet, et de mesurer leurs tailles à des rayons de 50 et 300 au respectivement.
Les disques circumstellaires très inclinés sont particulièrement bien adaptés aux études des propriétés de la poussière dans les systèmes protoplanétaires optiquement épais. Le très haut degré d'obscurcissement vers les parties intérieures brillantes de ces disques agit comme un coronographe naturel et augmente ainsi le contraste avec les parties extérieures plus faibles de plusieurs ordres de grandeur, permettant des études directes des propriétés optiques et infrarouges des couches de surface du disque au rayon de 50 au de l'étoile centrale. En particulier, les propriétés de diffusion, et donc la distribution des grains de poussière peuvent être contraintes à l'aide d'une imagerie à haute résolution.
Ces études ont montré que l'émission, étendue aux longueurs d'onde optiques et proches de l'infrarouge, a une morphologie ressemblant étroitement à celle théoriquement attendue pour les disques observés par la tranche, c'est-à-dire deux nébulosités de réflexion aplaties coupées en deux par une voie sombre dans le plan du disque. Les tentatives d'utilisation de ces longueurs d'onde relativement courtes pour rechercher des grains plus gros que ceux trouvés dans le milieu interstellaire ont produit des résultats peu concluants, et il est devenu clair que des observations à des longueurs d'onde plus longues sont nécessaires. Un certain nombre d'images dans l'infrarouge moyen ont été réalisées à partir de disques sur tranche. Des images en infrarouge moyen ont permis de présenter que les disques, notamment celui de la Soucoupe, sont dominés par l'émission d'hydrocarbures aromatiques polycycliques plutôt que par la lumière diffusée par le disque.
Un problème est que les disques vus par la tranche ont tendance à être très peu lumineux dans l'infrarouge moyen, nécessitant des installations d'observation et télescopes très sensibles. La spectroscopie très sensible offerte par le télescope spatial Spitzer offre de nouvelles possibilités. Un avantage important de la spectroscopie est que l'émission linéaire peut être distinguée de la lumière diffusée, une distinction qui devient essentielle lorsqu'on essaie de limiter les propriétés de diffusion de la poussière.
Les observations dans l'infrarouge moyen de la lumière diffusée peuvent révéler la présence de gros grains dans les couches superficielles beaucoup plus éloignées de l'étoile centrale que les disques interne et externe. Alors que les études de l'émission millimétrique ont également trouvé des preuves de gros grains dans les régions extérieures des disques, de telles observations ne sondent que le plan de disque mais aussi l'extérieur. Dans le cas de la « Soucoupe Volante », des scientifiques ont montré qu'une croissance significative des grains s'est produite à de grandes distances de l'étoile (jusqu'à plusieurs centaines d'unités astronomiques), comme observé dans le cas de HK Tauri B, un disque similaire observé par la tranche. Lorsque l'on compare ce résultat à des modèles récents de croissance et de tassement des grains, un problème apparaît. Ces modèles prédisent que la croissance des grains à des tailles supérieures à 10 μm, suivie d'une sédimentation rapide sur la bande de poussière du disque, se produit sur des échelles de temps très courtes (103 à 105 ans). Cela supprimera efficacement les grains plus gros de la surface du disque sur une échelle de temps qui augmente avec le rayon et diminue avec la taille des grains. Les nouvelles preuves observationnelles montrent que de gros grains sont présents à la surface du disque non seulement à proximité de l'étoile, comme cela a été constaté dans d'autres études, mais également à des distances beaucoup plus grandes. Cela implique que dans ces deux régimes, il existe un mécanisme efficace pour empêcher les grains dans la gamme ∼10 μm de se déposer.

La Soucoupe Volante par le télescope Subaru de l'observatoire du Mauna Kea.

Les observations de disques vus par la tranche ont montré une forte émission de raies d'émission de dihydrogène. Une modélisation a montré qu'en présence d'un excès significatif d'ultraviolet, le flux de la raie du dihydrogène d'un disque très similaire à celui de la « Soucoupe Volante » devrait être de ∼9 × 10−15 erg/s-1/cm-2, la majeure partie du flux provenant des couches supérieures du disque à des rayons de 10 à 100 au. Si elle est confirmée, la présence de la raie du dihydrogène peut être interprétée comme un indicateur d'une émission d'ultraviolet fortement renforcée dans les couches supérieures du disque externe.
Une spectroscopie par Spitzer révèle que le matériau de la poussière est fortement composé de silicate et de carbone amorphe. Pour simplifier, on suppose que les grains de carbone et de silicate sont des populations distinctes avec 15 % de la masse du carbone par rapport à la masse du silicate. L'étoile hôte de la Soucoupe est entourée d'un disque interne, non lié à la Soucoupe, et un externe qui crée la forme atypique de l'objet. Ce dernier à un diamètre de 600 UA et une masse de disque estimée à 2 × 10−3 M☉.

## Étoile hôte
L'étoile qui abrite le disque de la Soucoupe est très jeune, considérée comme une variable de type T Tauri. Un spectre infrarouge fait avec le télescope spatial Spitzer présente une lumière diffusée jusqu'à 15 μm, signe d'un disque isolé (non lié à la Soucoupe) autour d'une étoile de T Tauri. Ce disque, désigné comme interne, a un rayon de 50 au. Le disque interne est chauffé à 1 400 K par une étoile de pré-séquence principale dotée d'une atmosphère stellaire émettant une luminosité de 0,10 L☉ et ayant une température effective de 3 500 K et une masse estimée à 0,57 M☉.